# Norodom Ranariddh
Norodom Ranariddh (2. ledna 1944 – 28. listopadu 2021) byl kambodžský politik a právník. Byl druhým synem kambodžského krále Norodoma Sihanuka a nevlastním bratrem současného krále Norodoma Sihamoniho. Ranariddh byl předsedou kambodžské roajalistické strany FUNCINPEC. Byl také prvním kambodžským premiérem po obnovení monarchie, funkci zastával v letech 1993–1997 a následně v letech 1998–2006 jako předseda Národního shromáždění.